# Identitarisme
L'identitarisme est une idéologie liée aux notions d'identités.

## Définitions
Pour le linguiste humaniste Jean Bernabé, l'identitarisme est une « idéologie revendiquant pour les peuples une identité censée leur garantir une permanence à travers les siècles », fantasme fondé sur la mêmeté comme fondement de l'identité.
Philippe Corcuff définit l'identitarisme comme une « tendance à fixer les individus et les collectivités humaines sur une identité principale, homogène et fermée ». Il précise que « critiquer les identitarismes, ce n’est pas récuser toute place aux identités individuelles et collectives en politique ». Ajoutant : « Le passage de revendications identitaires justifiées à des logiques identitaristes périlleuses s’effectue quand les identités ainsi soutenues sont considérées comme closes, à travers les bricolages idéologiques produits par des entrepreneurs identitaires, par exemple face aux migrations appréhendées comme menaçantes, et que la diversité des alluvions constitutives d’identités en mouvement n’est pas reconnue ».

## Identitarisme communautaire
Selon Laurent Laot,

« La notion « identitarisme communautaire » désigne une tendance socio-politique s'organisant sur la base d'une affirmation identitaire et collective polarisée selon une logique qui consiste à privilégier, parmi tous les marqueurs de l'identité sociale, un marqueur jusqu'à en faire le marqueur surdéterminant de cette identité posée et affichée face aux autres. »

## Nationalisme et souverainisme
Selon Alain Policar, les structures intellectuelles du nationalisme et du souverainisme « se nourrissent de l'identitarisme ».

## Politiquement correct
Dès les années 1980, le politically correct développé dans les universités américaines est mal vu en France qui défend un universalisme républicain opposé à l’identitarisme anglo-saxon ; mais une telle opposition fait débat. Justifiée pour certains chercheurs, elle est considérée par d’autres comme une forme d’anti-américanisme.

### Article francophone
- Belinda Cannone, L’art par temps d’identitarisme. revue trimestrielle : L’Atelier du Roman n°96, L’identité contre la liberté, Buchet-Chastel, 2019.

## Vidéographie
- Caroline Fourest, Les Enragés de l'identité, documentaire, France 5, 2012, 51 min [6].

### Anglophones
Sur Wikipédia anglophone
- Identity politics,
- Identity formation